# آستین باتلر
آستین رابرت باتلر (انگلیسی: Austin Robert Butler؛ زادهٔ ۱۷ اوت ۱۹۹۱) بازیگر آمریکایی است. او کارش را در تلویزیون آغاز کرد و نخست نقش‌هایی در شبکه دیزنی و نیکلودئون و سپس نقش‌هایی در درام‌های نوجوانانه ایفا کرد. او با بازی در خاطرات کری (۲۰۱۳–۲۰۱۴) و رویدادنامه شانارا (۲۰۱۶–۲۰۱۷) نگاه عموم را به خود جلب کرد.
نخستین حضور باتلر در برادوی در سال ۲۰۱۸ با حضور در نمایش مرد یخین می‌آید رقم خورد و سال بعد نقش تکس واتسون را در کمدی-درام روزی روزگاری در هالیوود (۲۰۱۹) ساختهٔ کوئنتین تارانتینو ایفا کرد. او در سال ۲۰۲۲ برای به تصویر کشیدن موسیقی‌دان الویس پرسلی در فیلم زندگی‌نامه‌ای موزیکال  الویس به شهرت بیشتری رسید و برندهٔ جایزهٔ گلدن گلوب و همچنین نامزد جایزهٔ اسکار بهترین بازیگر مرد شد. مجلهٔ تایم در سال ۲۰۲۳ او را یکی از ۱۰۰ شخص تأثیرگذار در جهان نامید.

## اوایل زندگی
آستین رابرت باتلر در ۱۷ اوت ۱۹۹۱ در آناهایم، کالیفرنیا، فرزند لوری آن (با نام خانوادگی هاول)، زیبایی‌شناس، و دیوید باتلر به دنیا آمد. این دو زمانی که آستین هفت ساله بود طلاق گرفتند. او یک خواهر بزرگتر به نام اشلی (متولد ۱۹۸۶) دارد که به عنوان بازیگر پس‌زمینه در کنار او در سریال راهنمای طبقه‌بندی‌نشدهٔ نِد برای زنده‌ماندن در مدرسه ظاهر شد.
وقتی باتلر سیزده ساله بود، نماینده‌ای از یک شرکت مدیریت بازیگری در نمایشگاه اورنج کانتی با او تماس گرفت و به او کمک کرد تا صنعت سرگرمی را شروع کند. او متوجه شد که از آن لذت می‌برد و به زودی شروع به شرکت در کلاس‌های بازیگری کرد.
باتلر تا کلاس هفتم در مدرسه دولتی تحصیل کرد پس از آن برای انطباق با برنامهٔ کاری خود در خانه درس خواند. او تحصیلات خود را در خانه تا کلاس دهم ادامه داد تا اینکه برای پایان تحصیلات رسمی دبیرستان در آزمون مهارت دبیرستان کالیفرنیا کرد.

## زندگی حرفه‌ای

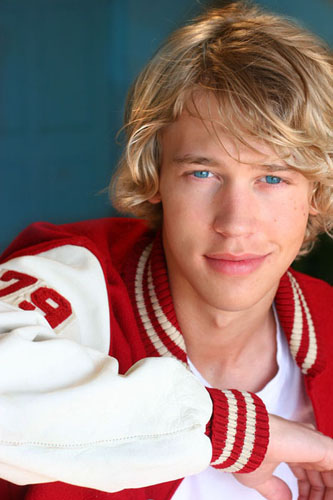
باتلر در مارس ۲۰۰۸

باتلر پس از کار در چندین سریال تلویزیونی در نقش‌های پس‌زمینه، اولین کار معمولی خود را به عنوان بازیگر در سال ۲۰۰۵ با بازی در نقش لیونل اسکرانتون برای دو فصل در راهنمای طبقه‌بندی‌نشدهٔ نِد برای زنده‌ماندن در مدرسه از نیکلودئون به دست آورد. لیندزی شا، دوست او در برنامه، او را به مدیرش، پت کاتلر، معرفی کرد که بلافاصله به او پیشنهاد داد تا به نمایندگی از او حضور یابد و از آن نقطه به بعد، باتلر شروع به جدی گرفتن بازیگری به عنوان یک حرفه کرد.
در ژوئیه ۲۰۰۹، باتلر در فیلم ماجراجویی خانوادگی فاکس قرن بیستم، بیگانگان زیرشیروانی در نقش جیک پیرسون، در کنار اشلی تیزدیل، کارتر جنکینس، رابرت هافمن، کوین نیلن و دوریس رابرتس بازی کرد. در این فیلم، شخصیت او به همراه خانواده‌اش برای نجات خانهٔ تعطیلات‌شان و جهان از تهاجم بیگانگان مبارزه می‌کنند. او در همان تابستان در نقش اصلی جردن گالاگر در سریال محبوب اما کوتاه مدت روبی و روتکیتس در کنار دیوید کسیدی، پاتریک کسیدی و دوستش الکسا وگا ظاهر شد.
باتلر در مارس ۲۰۱۲ در سریال خاطرات کری یک پیش‌درآمد از سکس و سیتی برای بازی در نقش سباستین کید، دلسوخته‌ای که در همان دبیرستان کری برادشا با بازی آناسوفیا راب درس می‌خواند، انتخاب شد. خاطرات کری بر اساس رمانی از کندیس بوشنل با همین نام ساخته شده‌است و زندگی برادشا در دهه ۱۹۸۰ را به عنوان یک نوجوان در شهر نیویورک دنبال می‌کند. این نمایش در ۸ مهٔ ۲۰۱۴ پس از دو فصل لغو شد.
او با میراندا کاسگرو و تام سایزمور در فیلم هیجان‌انگیز مهاجمان همبازی شد و در فیلم کمدی ترسناک یوگا هوزرز (۲۰۱۶) در کنار جانی دپ، لی‌لی-رز دپ، هارلی کوئین اسمیت و هالی جوئل آزمنت ظاهر شد.
در سال ۲۰۱۶، او بازی در نقش ویل اومسفورد را در رویدادنامه شانارا، اقتباس تلویزیونی ام‌تی‌وی از رمان تری بروکس آغاز کرد. در ۱۶ ژانویه ۲۰۱۸ اعلام شد که این سریال پس از دو فصل کنسل شده‌است. تهیه‌کنندگان بعداً اعلام کردند که این سریال در حال فروش به شبکه‌های دیگر است.
او در ژوئیه ۲۰۱۹ در فیلم روزی روزگاری در هالیوود از کوئنتین تارانتینو به عنوان نسخهٔ داستانی تکس واتسون از اعضای خانواده منسون ظاهر شد. در همان ماه، باتلر برای بازی در نقش الویس پریسلی در الویس، یک فیلم زندگی‌نامه‌ای دربارهٔ خواننده به کارگردانی باز لورمن انتخاب شد. این فیلم برای اولین بار در جشنواره فیلم کن ۲۰۲۲ در ۲۶ می ۲۰۲۲ به نمایش درآمد، جایی که با تشویق ایستادهٔ دوازده دقیقه‌ای تماشاگران مواجه شد. عملکرد باتلر مورد تحسین همگانی منتقدان و خانوادهٔ پریسلی قرار گرفت. او برای این نقش جایزه گلدن گلوب بهترین بازیگر مرد – فیلم درام را کسب کرد.
او در فوریه ۲۰۲۱ به عنوان نقش اصلی در مینی سریال درام جنگی اربابان آسمان انتخاب شد. در مارس ۲۰۲۲ توسط ددلاین هالیوود گزارش شد که باتلر در حال مذاکره برای ایفای نقش فیض-روثا هارکونن در حماسه علمی تخیلی تلماسه: بخش دو است. این موضوع در مهٔ ۲۰۲۲ قبل از پیش‌تولید فیلم تأیید شد.

## زندگی شخصی
باتلر از خلق و ضبط موسیقی لذت می‌برد و در سیزده سالگی نواختن گیتار و در شانزده سالگی پیانو را به خود آموخت. او از جمع‌آوری آثار گیتار لذت می‌برد و سرگرمی‌های دیگر او شامل فعالیت‌هایی در فضای بازمانند بسکتبال، پیاده‌روی و دوچرخه‌سواری و همچنین ورزش در باشگاه خانگی است.
باتلر از سال ۲۰۱۱ تا ۲۰۲۰ با ونسا هاجنز در رابطه بود او در حال حاضر از اواخر سال ۲۰۲۱ با مدل کایا گربر رابطه دارد. در سال ۲۰۱۴، مادر باتلر بر اثر سرطان درگذشت. باتلر یکی از اعضای قدیمی کلیسای هیل‌سانگ است.

## فیلم‌شناسی
| به فیلم‌هایی اشاره دارد که هنوز اکران نشده‌اند | به محصولاتی اشاره دارد که هنوز اکران نشده‌اند |

### فیلم
| سال  | عنوان                     | نقش              | یادداشت    |
| ---- | ------------------------- | ---------------- | ---------- |
| ۲۰۰۷ | مؤمنان                    | دنی              | فیلم کوتاه |
| ۲۰۰۹ | بیگانگان زیرشیروانی       | جیک پیرسون       |            |
| ۲۰۱۱ | ماجراجویی شگفت‌انگیز شارپی | پیتون لورت       |            |
| ۲۰۱۲ | عموی من رافائل            | کودی بک          |            |
| ۲۰۱۳ | زندگی زندگی در فضا در فضا | دستیار شنوتی     | فیلم کوتاه |
| ۲۰۱۵ | مزاحمان                   | نوح هنری         |            |
| ۲۰۱۶ | یوگا هوزرز                | هانتر کالووی     |            |
| ۲۰۱۸ | رفیق                      | توماس دانیلز     |            |
| ۲۰۱۹ | مرده‌ها نمی‌میرند           | جک               |            |
| ۲۰۱۹ | روزی روزگاری در هالیوود   | تکس واتسون       |            |
| ۲۰۲۲ | الویس                     | الویس پرسلی      | نقش اصلی   |
| ۲۰۲۳ | تلماسه: بخش دو            | فیض-روثا هارکونن |            |
| TBA  | ادینگتون                  | TBA              |            |

### تلویزیون
| سال       | عنوان                                           | نقش                   | یادداشت                                      |
| --------- | ----------------------------------------------- | --------------------- | -------------------------------------------- |
| ۲۰۰۵–۲۰۰۷ | راهنمای طبقه‌بندی‌نشدهٔ نِد برای زنده‌ماندن در مدرسه | لیونل اسکرانتون       | ذکرنشده؛ ۴۱ قسمت                             |
| ۲۰۰۵      | غیر افسانه‌ای                                    | دانشجو                | ذکرنشده؛ قسمت: «چشم رندی»                    |
| ۲۰۰۶      | دریک و جاش                                      | اضافی                 | ذکرنشده؛ قسمت: «شیطان‌ساز»                    |
| ۲۰۰۶      | هانا مونتانا                                    | توبی                  | ذکرنشده؛ قسمت: «اوه! من دوباره مداخله کردم!» |
| ۲۰۰۷      | زویی ۱۰۱                                        | دانیفر                | قسمت: «قرنطینه»                              |
| ۲۰۰۷      | هانا مونتانا                                    | درک هانسون            | قسمت: «دوست‌پسر بهترین دوست من»               |
| ۲۰۰۷      | آی کارلی                                        | جیک کرندل             | قسمت: «جیک را دوست دارم»                     |
| ۲۰۰۸      | آی کارلی                                        | جیمز گرت              | نقش اصلی (فصل ۴)                             |
| ۲۰۰۸      | بیرون از سر جیمی                                | لنس                   | قسمت: «پرنسس»                                |
| ۲۰۰۹      | روبی و راکیتس                                   | جردن گالاگر           | نقش اصلی                                     |
| ۲۰۰۹      | زیک و لوتر                                      | روتگر مرداک           | اپیزود: «پسر ماجرایی»                        |
| ۲۰۱۰–۲۰۱۱ | زندگی غیرمنتظره                                 | جونز میگر             | نقش تکرارشونده؛ ۱۰ قسمت                      |
| ۲۰۱۰      | جادوگران محله ویورلی                            | جورج                  | قسمت: «الکس مثبت»                            |
| ۲۰۱۰      | جوناس                                           | استون استیونز         | ۲ قسمت                                       |
| ۲۰۱۰      | سی‌اس‌آی: میامی                                   | جاش چپمن              | قسمت: «تولدت مبارک»                          |
| ۲۰۱۰      | مدافعان                                         | کودی دنیس             | قسمت: «نوادا در برابر دنیس»                  |
| ۲۰۱۱      | سی‌اس‌آی: نیویورک                                 | بنجامین گلد           | اپیزود: «انجام بده یا بمیر»                  |
| ۲۰۱۱      | حلقه بلینگ                                      | زک گاروی              | فیلم تلویزیونی                               |
| ۲۰۱۱–۲۰۱۲ | جابه‌جاشده هنگام تولد                            | جیمز «ویلکی» ویلکرسون | نقش تکراری (فصل ۱)                           |
| ۲۰۱۲      | اونجا هستی چلسی؟                                | لوک                   | قسمت: «باور»                                 |
| ۲۰۱۳–۲۰۱۴ | خاطرات کری                                      | سباستین کید           | نقش اصلی                                     |
| ۲۰۱۴–۲۰۱۵ | ارو                                             | چیس                   | ۳ قسمت                                       |
| ۲۰۱۶–۲۰۱۷ | رویدادنامه شانارا                               | ویل اومسفورد          | نقش اصلی                                     |
| ۲۰۲۴      | اربابان آسمان                                   | گیل کلیون             | نقش اصلی؛ مینی‌سریال                          |

## جوایز و نامزدی‌ها
| سال  | جایزه                                   | رده | اثر                 | نتیجه    | منبع   |
| ---- | --------------------------------------- | --- | ------------------- | -------- | ------ |
| ۲۰۱۰ | جوایز هنرمند جوان                       | بهترین بازی در یک فیلم بلند – بازیگران گروه جوان (با مگان پارکر، هنری یانگ، ریگان یانگ و کارتر جنکینس به اشتراک گذاشت) | بیگانگان زیرشیروانی | نامزدشده | [ ۴۰ ] |
| ۲۰۱۰ | جوایز هنرمند جوان                       | بهترین نقش‌آفرینی در یک سریال تلویزیونی (کمدی یا درام) – بازیگر نقش اول مرد جوان                                        | روبی و راکیتس       | نامزدشده | [ ۴۰ ] |
| ۲۰۱۱ | جوایز هنرمند جوان                       | بهترین اجرا در یک سریال تلویزیونی - مهمان بازیگر جوان ۱۸ تا ۲۱                                                         | مدافعان             | نامزدشده | [ ۴۱ ] |
| ۲۰۲۲ | پنجمین جوایز فیلم انجمن منتقدان هالیوود | بهترین بازیگر | الویس               | برنده    | [ ۴۲ ] |